# D-1-Standard
Der D-1-Standard ist der erste weltweite Standard zur digitalen Videoaufzeichnung auf Magnetband. Er wurde 1985 von Gremien der Society of Motion Picture and Television Engineers (SMPTE) und der Europäischen Rundfunkunion (EBU) vereinbart und im Februar 1986 veröffentlicht.
Er gehört zur Gruppe der digitalen MAZ-Systeme ohne Datenreduktion.
Das System ist auf die Übertragungsstandards im damaligen Fernsehumfeld PAL bzw. NTSC  ausgelegt.
Zur Digitalisierung der Videodaten wird das 4:2:2-System nach der Empfehlung ITU-R BT 601 der Internationalen Fernmeldeunion verwendet. Es können vier digitale Audiokanäle aufgezeichnet werden.
Die Aufzeichnung auf dem ¾"-Band erfolgt für die digitalen Video- und Audio-Daten in Form von Schrägspuren mit 40 μm Breite und 170 mm Länge in einem Winkel von 5,4°. Innerhalb einer Spur sind die Datensegmente der vier Audiokanäle mittig zwischen den zwei Videosegmenten positioniert. An den Rändern liegen zusätzlich drei analoge Längsspuren, oben mit den Audio-Cue-Informationen und unten eine Kontrollspur sowie eine Spur mit dem Timecode.
Folgende Teil-Normen wurden definiert:
- SMPTE 224M – Spurmaße und Positionen der digitalen Audio-, Video- und Zusatzdaten, sowie der analogen Audio- (Cue-Track-), Zeitcode- (Timecode-) und Kontrollspur
- SMPTE 225M – Spezifikation des Magnetbandes
- SMPTE 226M – Spezifikation der drei Kassettengrößen S, M und L
- SMPTE 227M – Inhalt, Format und Aufzeichnungsverfahren der digitalen Datenblöcke in den Schrägspuren
- SMPTE 228M – Inhalt, Format und Modulationsmethoden der analogen Längsspuren

Das erste Produkt, welches diesen Standard im Jahr 1987 am Markt anbot, war das Sony DVR-1000. Später folgte eine im Gewicht, Größe und Stromverbrauch optimierte Version mit den Modellen DVR-2000 und DVR-2100. Ein namhafter Hersteller war auch die BTS Broadcast Television Systems GmbH mit den Modellen BTS DCR 100, 300 und 500.
Das besonders kompakte Design der DCR500 wurde durch Einsatz der ab 1990 aufkommenden FPGA (Field Programmable Gate Array) Technologie erreicht. BTS entwickelte auch eigene ASICs, besonders wichtig war der BTS010 / BTS020 Reed Solomon Encoder/Decoder Chip. Die seriellen aufbereiteten Daten der Leseköpfe wurden mittels charakteristischer Synchrondatenmustern (0x30F5) in innere Datenblöcke gruppiert. Diese Datenblöcke enthalten neben Bilddaten auch Prüfworte die für eine Korrektur und Erkennung nicht korrigierbarer Blöcke verwendet werden. Danach werden die Daten in einem Bildspeicher umsortiert (Shuffle) und bilden dann beim Auslesen erneut äußere Datenblöcke, wieder mit Prüfworten, zur Korrektur/Erkennung von Fehlern. Eine Verdeckung (Concealment) kann, bei noch vorhandenen Fehlern, Bilddaten aus der Umgebung durch Filterung rekonstruieren. Lesefehler, die das Synchrondatenmuster betrafen, führten zum Verlust des gesamten Datenblocks, hier wurde 1990 mit Patentanmeldung DE 40 27 262 ein Verfahren beschrieben, das die Fehlertoleranz wesentlich verbesserte.